# District des Lagunes
Pour les articles homonymes, voir Lagunes (homonymie).
Le district des Lagunes est une division administrative de la Côte d'Ivoire issue du redécoupage de 2011. En 2021, sa population est de 2 042 623 habitants. 
Il est situé au sud du pays, entre le golfe de Guinée et le district autonome d'Abidjan au sud, les districts du Bas-Sassandra et du Gôh-Djiboua à l'ouest, le district des Lacs au nord et le district de la Comoé à l'est.
Avant le redécoupage administratif, il existait une région des Lagunes. La plupart des départements de la région des Lagunes se retrouvent aujourd'hui dans le district des Lagunes, auxquels on a joint une partie de l'ancienne région de l'Agnéby, tandis que le département d'Abidjan est devenu district autonome.
Son chef-lieu est la ville de Dabou.
Les ethnies autochtones du district sont les peuples lagunaires (ébriés, attiés, alladians, ahizis, avikams, adioukrous, abidjis, krobous, mbatos) et les abès, bien que le district ait été, depuis l'arrivée des Européens et de manière exponentielle avec la fondation d'Abidjan, le lieu d'une importante immigration de personnes venues de tout le pays et d'au-delà.
Comme son nom l'indique, ce district tire son nom des lagunes qui s'étendent tout le long de sa façade maritime, notamment la lagune Ébrié et lagune Tagba (lagune de Grand-Lahou).

## Régions et départements
- Agnéby-Tiassa : 
  - Agboville (chef-lieu régional)
  - Tiassalé
  - Taabo
  - Sikensi
- Grands Ponts :
  - Dabou (chef-lieu régional)
  - Grand-Lahou
  - Jacqueville
- La Mê :
  - Adzopé (chef-lieu régional)
  - Akoupé
  - Yakassé-Attobrou
  - Alépé

## Villes et peuplement
La ville de Dabou, chef-lieu de département, de région et du district, est la principale ville du district, même si Abidjan (devenue un district autonome enclavé au sein du district des Lagunes) exerce en réalité une influence prépondérante sur l'ensemble des activités économiques du district.